# 劉桂康
劉桂康（英語：Lau Kwai Hong，1919年4月1日—1955年4月24日），籍貫：廣東省東莞縣，大胖子，少年時代已在香港當童星。太平洋戰爭時代，他移居至中華民國廣東省臨時省會韶關，在警備司令部工作。第二次世界大戰結束後，曾代表中華民國到上海接收領土。期後返港繼續當電影演員，尤以諧角為主，他的遺作為1955年 香港電影《做人新抱甚艱難》。

## 家庭
- 1948年7月3日（星期六）娶妻子楊玉香，在九龍九龍塘太子道的聖德肋撒堂下午3時舉行婚禮，晚上7時在當年位於香港島中環德輔道中先施公司六樓的『中國酒家』舉行婚宴[2]。
- 婚後育有兩子兩女：
  - 長女：劉麗娟；次子：劉悼華；三女：劉麗芳；么子：劉焯雄[3]。

## 劉桂康的電影
- 劉桂康從銀幕處男作《女間諜》（1936年）至電影遺作《做人新抱甚艱難》（1955年），一生參演約360多齣香港電影。
- 《舞臺春色》（1938年）裡，曾與諧星楊君俠及檸檬被組合成「佛氏三兄弟」；亦曾與瘦皮猴諧星楊君俠被編成東方的「Laurel and Hardy」般的肥瘦諧星配[4]。

## 英年早逝
- 1955年4月24日（星期日）上午6時30分在九龍城聖德肋撒醫院病逝，享年37歲[3][5]。
- 1955年4月25日（星期一）舉行葬禮，遺體安葬九龍長沙灣天主教聖辣法厄爾墳場[3][5]。

## 外部連結
- 香港電資料館：劉桂康參演電影的記錄[永久]
- 香港影庫：劉桂康 （页面存档备份，存于）
- 劉桂康唱粵謳龍舟的影像